# Christel Taube
Christel Taube (Sonneberg, 27 de julho de 1936) é uma médica alemã. Foi professora de farmacologia e toxicologia da Universidade de Halle-Wittenberg.

## Condecorações
- Medalha Paracelso 2013